# Bert Heerink
Bert Heerink (Utrecht, 26 januari 1953) is een Nederlandse muzikant. Heerink werd voornamelijk bekend als zanger van de Nederlandse hardrockband Vandenberg, die ook internationaal succes had.
Op 6 december 2008 ontving Heerink het Lidmaatschap in de Orde van Oranje-Nassau als waardering voor zijn inzet en prestaties in de popmuziek en zijn inzet voor de kinderrechtenorganisatie KidsRights.

## Biografie

### Begin carrière
Met Vandenberg had Heerink in de jaren tachtig twee wereldhits: Burning Heart en Different worlds uit 1983. Nadat de band de samenwerking met hem had beëindigd, trad Heerink toe tot de heavymetalband Picture en nam hij een aantal Nederlandstalige albums op. Bekend werd hij verder door in 1995 op melodieën van oude rocknummers enkele reclamespotjes van Heineken in te zingen. Zo is het nummer Najaarszon een Nederlandstalige bewerking van Burning heart. Met het nummer Julie July (een bewerking van Brother Louie van Hot Chocolate) scoorde Heerink zelfs een top 10-hit in zowel de Nederlandse Top 40 als de Mega Top 50. Deze nummers, aangevuld met acht nieuwe tracks, werden gebundeld op het album Storm na de stilte. Voor dit album kreeg hij een gouden plaat.

### Na de eeuwwisseling
Bij de reünie van Kayak in 2000 werd Heerink zanger van deze band, wat hij tot 2006 zou blijven. In 2002 toerde hij met de Kapel van de Koninklijke Luchtmacht door Nederland in de hoofdrol van "Tommy". Samen met het duo Manou nam Heerink in 2003 deel aan het Nationaal Songfestival. Hun inzending Blue skies are for free kreeg weinig steun van de vakjury, maar eindigde dankzij het stemmende thuispubliek alsnog op de vijfde plaats.
Met Peter Groot Kormelink en Erik Mesie vormde Heerink het muzikale feestprogramma "De Heeren van Oranje", waarmee hij onder andere in 2009 de single Made in Holland uitbracht. Hij nam in 2005 en 2006 ook de zangpartij voor zijn rekening tijdens de tournee Queen in Concert van de Kapel van de Koninklijke Luchtmacht langs de Nederlandse theaters, waarbij diverse Queen-klassiekers werden vertolkt. Een jaar later nam hij samen met zijn zus Saskia onder de naam Heerink een album op met de titel Purify.
In 2007 en 2008 maakte Heerink met het Noord Nederlands Orkest (NNO) onder leiding van de Belgische dirigent Dirk Brossé met het cross-overprogramma Symphonic echoes of Pink Floyd een tournee, waarin nummers van de Engelse rockformatie centraal stonden. Naast Heerink namen Antonie Kamerling en Erik Mesie de zangpartijen voor hun rekening, bijgestaan door onder meer gitarist Joost Vergoossen.
In 2009 volgde het album Better yet, dat nummers bevatte van songwriters als Jeff Silbard en Russ Ballard. De eerste single van dit album was Panic Attack. Een ander nummer van het album, All Fired Up, werd gebruikt tijdens de viering van het tachtigjarig bestaan van de jaarlijkse motorrace TT Assen. Hierna gaf Heerink diverse akoestische optredens en in 2011 zong hij op het amateur-schildersfestival Montmartre te Sellingen in de Franse taal. Sinds 2012 werkt Heerink mee aan het project My Brainbox van Jan Akkerman, waarbij stukken van Brainbox worden opgevoerd.
Bert Heerink en bassist Dick Kemper (beide ex-Vandenberg) daagden in 2011 Ad Vandenberg voor het gerecht, onder meer vanwege vermeend onrechtmatig gebruik van de naam Vandenberg door Ad Vandenberg. De claim werd door het gerecht afgewezen.
Sinds 2013 zingt Heerink bij Pink Floyd Project, waar hij in november 2012 middels een gastoptreden al acte de présence gaf. Bij Pink Floyd Project neemt Heerink de zangpartijen van Roger Waters voor zijn rekening. Ook verzorgde hij de zang in het lied Another Me, afkomstig van het debuutalbum Out of the Void van de Nederlands-Friese progressieve/melodieuze-deathmetalband Sense vs. Sanity.
Op 26 januari 2018 ontving Heerink tijdens een optreden met Jan Akkerman & band uit handen van de burgemeester van Vlaardingen een 6 maal platina onderscheiding voor de verkoop van meer dan een half miljoen exemplaren van de Heineken-hits uit 1995.
In 2019 verscheen het eerste album van de nieuwe rockband met Bert Heerink: "Royal Flush" met de gelijknamige titel. Heerinks echtgenote Irma van Mourik schreef daarvoor alle teksten.
Vanwege een reclame-uiting van Heineken waarin het corona-vaccinatiebeleid van de overheid werd ondersteund, wil Heerink niet meer dat zijn grootste hit Julie July op de radio ten gehore wordt gebracht.
Heerink is aanhanger van Forum voor Democratie en werd door partijleider Baudet vergeefs gevraagd voor een optreden op een campagnebijeenkomst van die partij.

### Persoonlijk
Heerink heeft een zoon die ook actief is als zanger.

## Discografie

### Albums
| Album met eventuele hitnotering(en) in de Nederlandse Album Top 100 | Datum van verschijnen | Datum van binnenkomst | Hoogste positie | Aantal weken | Opmerkingen               |
| ------------------------------------------------------------------- | --------------------- | --------------------- | --------------- | ------------ | ------------------------- |
| Storm na de stilte                                                  | 1995                  | 15-07-1995            | 2               | 23           | CNR MUSIC 2001995         |
| Helderziende blind                                                  | 1996                  | 14-09-1996            | 23              | 7            | CNR MUSIC 2002920         |
| Net op tijd                                                         | 2000                  | -                     |                 |              | ABCD RECORDS ABCD 30274 2 |
| Purify                                                              | 2006                  | -                     |                 |              | PINK RECORDS PRCD 200634  |
| Better yet...                                                       | 2009                  | -                     |                 |              | AOR HEAVEN 00038          |
| Officially (G)old                                                   | 2018                  | -                     |                 |              | dubbele verzamelelpee     |

### Singles (hitnoteringen)
| Single met eventuele hitnotering(en) in de Nederlandse Top 40 | Datum van verschijnen | Datum van binnenkomst | Hoogste positie | Aantal weken | Opmerkingen                           |
| ------------------------------------------------------------- | --------------------- | --------------------- | --------------- | ------------ | ------------------------------------- |
| Julie July                                                    | 1995                  | 08-07-1995            | 9               | 11           | Nr. 6 in de Mega Top 50               |
| Wordt het geen tijd                                           | 1995                  | 02-09-1995            | tip12           | -            |                                       |
| Najaarszon                                                    | 1995                  | 04-11-1995            | tip18           | -            |                                       |
| Als een vogel zo vrij                                         | 1996                  | 10-08-1996            | tip4            | -            | Nr. 46 in de Mega Top 50              |
| Oogverblindend                                                | 1997                  | -                     |                 |              | Nr. 89 in de Mega Top 100             |
| Blue skies are for free                                       | 2003                  | -                     |                 |              | met Manou / Nr. 91 in de Mega Top 100 |
| Allemaal gelijk                                               | 2009                  | -                     |                 |              | Nr. 70 in de Mega Top 100             |
| Panic attack                                                  | 2010                  | -                     |                 |              | Nr. 9 in de Single Top 100            |

### Overige singles
- Alleen (Alone) (1996)
- Doe wat je wil (1996)
- Red mijn hart (1998)
- Het afscheid (2000)
- Laat me bij je zijn (2000)
- Uit 't oog, uit 't hart (2000)